# Amacuitlapilco
Amacuitlapilco es una localidad del estado mexicano de Morelos. Es parte del municipio de Jonacatepec.

## Toponimia
El nombre «Amacuitlapilco» proviene de los términos en náhuatl: amatl, amate; cuitlapilco, rinconada. Su significado es «En la rinconada de los amates».

## Demografía
| Gráfica de evolución demográfica |
|                                  |

| Censo | Población |
| ----- | --------- |
| 1900  | 607       |
| 1910  | 678       |
| 1921  | 353       |
| 1930  | 401       |
| 1940  | 408       |
| 1950  | 527       |
| 1960  | 713       |
| 1970  | 999       |
| 1980  | 1089      |
| 1990  | 1586      |
| 2000  | 2079      |
| 2010  | 2332      |
| 2020  | 2649      |